# Кейта, Абубакар (американский футболист)
Абубакар Кобеле Кейта (англ. Aboubacar Kobele Keita; 6 апреля 2000, Нью-Йорк, США) — американский футболист, центральный защитник клуба «Кальмар».

## Карьера

### Молодёжная карьера
В 2016—2018 годах Кейта тренировался в академии футбольного клуба «Коламбус Крю».
В 2018 году Кейта поступил в Виргинский университет, совмещая обучение с игрой за университетскую футбольную команду в Национальной ассоциации студенческого спорта.

### Клубная карьера
Оставив университет после первого года обучения, 22 января 2019 года Кейта подписал контракт с клубом MLS «Коламбус Крю» по правилу доморощенного игрока. 6 марта Кейта был отдан в аренду клубу Лиги один ЮСЛ «Ричмонд Кикерс». Его профессиональный дебют состоялся 27 апреля в матче «Ричмонд Кикерс» против «Чаттануга Ред Вулвз», в котором он вышел на замену в концовке. За «Коламбус Крю» в MLS дебютировал 3 июля в матче против «Реал Солт-Лейк», отыграв все 90 минут.
5 января 2022 года Кейта был продан «Колорадо Рэпидз» за $300 тыс. в общих распределительных средствах с возможной доплатой ещё $150 тыс. в зависимости от достижения им определённых показателей. В начале марта Кейта получил разрыв передней крестообразной связки правого колена, из-за чего выбыл из строя на девять месяцев. 16 августа 2023 года Кейта подписал с «Колорадо Рэпидз» новый контракт до конца сезона 2025 с опцией продления ещё на один год.
22 февраля 2024 года Кейта был отдан в аренду клубу чемпионата Ирландии «Богемиан» на один сезон. Дебютировал за «Богемиан» 4 марта в матче против «Дроэды Юнайтед». 17 мая в матче против «Слайго Роверс» забил свой первый гол в профессиональной карьере.
15 августа 2024 года «Колорадо Рэпидз» обоюдно расторг договор аренды Кейты в «Богемиане», после чего отчислил его.
Концовку сезона 2024 года Кейта провёл клубе MLS Next Pro «Коламбус Крю 2».
14 февраля 2025 года Кейта подписал двухлетний контракт со шведским клубом «Кальмар» из Суперэттана. Дебютировал за «Кальмар» 29 марта в матче стартового тура сезона 2025 против «Сандвикена», отыграв все 90 минут.

### Международная карьера
В составе сборной США до 20 лет Кейта участвовал в молодёжном чемпионате мира 2019.